# Байков, Лев Николаевич
Лев Николаевич Байков (1932—1996) —  советский токарь, лауреат Государственной премии СССР.

## Биография
Рано остался без отца, работавшего в реставрационных мастерских Эрмитажа. В марте 1942 года по Дороге жизни был эвакуирован с матерью и старшим братом в Калининскую область, где учился до 7 класса.
Вернувшись в Ленинград, закончил ремесленное училище по специальности токарь. Работал на заводе имени Калинина. Специалист высшего разряда. Беспартийный.
В 1978 году за усовершенствование целого ряда трудоемких работ по созданию сложнейших изделий, был выдвинут на соискание Государственной премии СССР.
Умер 30 октября 1996 года после тяжелой продолжительной болезни. Похоронен в Пеновском районе Тверской области.

## Награды
- Лауреат Государственной премии (1978) — за высокую эффективность и качество работы на основе совершенствования техники, технологии производства и улучшения организации труда
- медалист выставок Достижений народного хозяйства, орденоносец.